# Aka finitima
Aka finitima är en insektsart som först beskrevs av Walker 1858.  Aka finitima ingår i släktet Aka och familjen kilstritar. Inga underarter finns listade i Catalogue of Life.